# 千葉県立千葉東高等学校
千葉県立千葉東高等学校（ちばけんりつ ちばひがしこうとうがっこう）は、千葉県千葉市稲毛区轟町に所在する県立高等学校。
「千葉東」（ちばひがし）、「東高」（ひがしこう）と略称・通称される。

## 概要
千葉県内の県立高校ではじめて普通教室に空調設備を取り入れた高校である。2008年から単位制高校に移行した。

## 学級編成
1学年あたり9クラスの年もあったが現在は8クラスとなっている。

## 学業
単位制に移行すると同時に45分授業×7時間の時間割編成になった。2022年度より50分授業×7時間授業3日＋50分授業×6時間授業2日の時間割編成になった。
学習面では、英語・数学に特に力を入れており、数学の進度も早い。
国語では、漢字テストが行われているが、合格点に達していないと追試が実施され、さらに不合格の場合課題がでる。
授業時間以外にも希望制の補習学習が充実しており、毎年多くの生徒が参加している。全学年で夏休みに開かれている。
1年次のオーラル・コミュニケーションの授業では少人数授業を実施している。2年次までに全員理科を3科目履修する事になっている。
2年次の数学IIの授業では、2クラスを3つのコースに分けた習熟度別の授業が2012年度から行われる。これは本校初の試みである。
3年次に文理に分かれるが、理系の方がやや多い。理系は数学IIICを履修する数学IIICの授業と、履修しない総合数学βという授業が用意されており、理系で数学IIICを必要としない人にも対応している。
科目選択
- 理科 - 化学基礎が1年次、物理基礎が2年次の必修科目となっており、2年次で生物基礎・地学基礎から1科目選択する。
- 2年次で世界史・日本史・化学のどれかを1科目選択する。

詳しくは千葉東高校webサイト「教育課程」を参照。

## 千葉大学との連携
近年では千葉大学との連携があり、同大学の講義を受講する事が可能な他、教育学部の教員による教員志望者向けの講座が土曜日に年14回開講されている。前者は本校以外でも実施されているが、後者は千葉東高校オリジナルの試みである。単位制に移行した事によってどちらも卒業要件単位に加算する事が可能になった。

## 設置課程
- 全日制課程　普通科

### かつての設置課程・学科
- 通信制課程: 2005年度まで。
- 衛生看護科: 1985年度まで。

## 沿革
- 1941年（昭和16年）4月 - 千葉市立千葉高等女学校として開校。4年制。
- 1946年（昭和21年）4月1日 - 5年制となる。
- 1948年（昭和23年）4月1日 - 学制改革により、千葉市立女子高等学校となる。 ／ 4月17日、轟町の現在地に移る。
- 1950年（昭和25年）4月1日 - 千葉県へ移管され、千葉県立千葉第三高等学校と改称。男女共学開始。
- 1954年（昭和29年）4月1日 - 通信制課程設置。千葉県立千葉第二高等学校（現在の千葉県立千葉女子高等学校）から移管。
- 1961年（昭和36年）4月1日 - 千葉県立千葉東高等学校と改称。
- 1966年（昭和41年）4月1日 - 衛生看護科設置。
- 1969年 (昭和44年) 9月30日 - 大学などの学生運動の影響を受け、教育長通達などに反発した生徒の一部が校舎を占拠[1]。
- 1975年（昭和50年） - 学校群制度実施。県立千葉、県立千葉女子、県立千葉南、千葉市立の各高校とともに第1学校群に編成される。
- 1978年（昭和53年）- 再び単独選抜となる。
- 1986年（昭和61年）- 衛生看護科が廃止され、千葉県立若葉看護高等学校（現在の千葉県立幕張総合高等学校看護科）が継承。
- 2004年（平成16年）- 千葉県から進学指導重点校に指定される。
- 2006年（平成18年）4月 - 通信制課程が千葉県立千葉大宮高等学校に移管される。
- 2008年（平成20年）- 単位制高校に移行。

## 校章・校歌・制服
- 校章は千の文字と月桂樹の葉をかたどっている。
- 校歌は作詞：澤田繁二　作曲：石黒脩三
- 制服は詰襟学生服かブレザーである。なお、女子はスカートタイプに統一された。
- 入学年度にしたがって青、緑、赤の学年カラーが割り当てられており、組章・体操服・上履きの色はこれに従うことになっている。

## 教育方針
- 生活態度の確立助成
- 進路指導の強化充実
- 男女共学の長所発揮
- 努力目標とその達成

## 年間行事
- 4月 - 学年始休業、始業式、入学式、スプリングセミナー（1学年）、新入生歓迎会、スポーツテスト・身体測定、各種健康診断
- 5月 - 生徒総会、生徒会役員選挙、創立記念日・校外学習、東雲スポレク大会、生徒会役員認証式、各種健康診断
- 6月 -文化祭(東曇祭) 、前期中間考査、教育実習、各種健康診断
- 7月 - 確認テスト、芸術鑑賞会、保護者面談週間、防災訓練、夏季休業、補習、部活動合宿
- 8月 - 夏季休業、補習、部活動合宿、中学生対象学校説明会
- 9月 - センター試験説明会（3学年）、前期期末考査
- 10月 - 秋季休業日、始業式、校内陸上競技大会、国際交流派遣生募集、中学生対象学校説明会、東雲ネットミニトーク
- 11月 - 確認テスト、生徒会役員選挙、国際交流派遣選考会、修学旅行（2学年）、生徒面談（3学年）
- 12月 - 生徒会役員認証式、中間考査、防災訓練、冬季休業、保護者面談（3学年）、芸術鑑賞会
- 1月 - 冬季休業、百人一首大会（1学年）、国際交流派遣説明会、大学センター入試会場、学年末考査（3学年）
- 2月 - 自宅学習（3学年）、入学者選抜、ダンス発表会（2学年）、校内マラソン大会
- 3月 - 卒業式、学年末考査、国際交流派遣、終業式、学年末休業

## 校外学習
- 1年 - 上野
- 2年 - 鎌倉
- 修学旅行 - 関西方面（京都・大阪・神戸・奈良など）
- 3年 - 横浜

## 文化祭
東雲祭と呼称される。4月ごろから計画を始め、6月の終わり頃に行われる。3年生のミュージカルが有名である。

## 国際交流
アメリカに姉妹校があり1・2年生は希望制で約15名がホームステイを体験できる。交換留学のため、3月にはこちらから生徒がアメリカへ出向き、1学期には逆にアメリカの生徒の方がこちらへ来校する。また、オーストラリアの高校へのホームステイ体験も同時期に実施している。これらの国際交流の選考に落ちてしまった人向けの日本国内のブリティッシュヒルズ英国擬似体験プログラムも実施。

## 部活動・同好会
- 野球
- ソフトボール
- 陸上競技
- テニス
- 卓球
- バスケットボール
- 柔道
- バレーボール
- 剣道
- サッカー
- 吹奏楽
- 文学
- 美術
- 物理
- 写真
- 化学
- 書道
- 生物
- 演劇
- 地学
- ESS
- 音楽
- 食物手芸
- 茶華道
- マンドリン
- コンピュータ
- 歴史研究同好会
- 漫画研究同好会
- JRC同好会
- フォークソング同好会
- 囲碁同好会
- ジャグリング同好会

- 山岳（2005年度インターハイ男女アベック優勝、2011年度インターハイ団体男子優勝、2016年度インターハイ男子団体優勝）
- ラグビー（1982年度冬の花園以降、花園出場4回）

## 最寄駅
- 西千葉駅徒歩約12分
- みどり台駅徒歩約25分
- 作草部駅徒歩約5分

## 著名な出身者
芸能界・マスコミ関係
- 戸部洋子
- 菅谷大介
- 泉水はる佳
- 奥田美香子
- 多田紗耶子
- 平山雅
- 小島瑠璃子
- 桐谷美玲

政治家
- 天目石要一郎
- 秋葉就一
- 田沼隆志
- 宮川伸

その他
- 今井泰志 - 外交官
- 本田謙 -フリークアウト・ホールディングス創業者
- 布施茂 -  建築家
- 須田朗 - 哲学者
- 野々瀬浩司 - 歴史学者
- 市原稔 - 野球選手
- 布施孝之 - キリンビール株式会社代表取締役社長
- 布啓一郎 - サッカー選手
- 長塚京子 - テニス選手
- 高雄恵利加 - テニス選手
- 長谷川裕一 - 漫画家
- 志村一隆 - 研究者
- 飯島愛子 - フェミニスト ※中退
- 円堂都司昭 - 文芸評論家
- 香取良彦 - 作曲家
- 岡部貴士 - 経営者・危機管理コンサルタント
- 大西正紀 - 建築家